# Comandamentul de Sud al Israelului

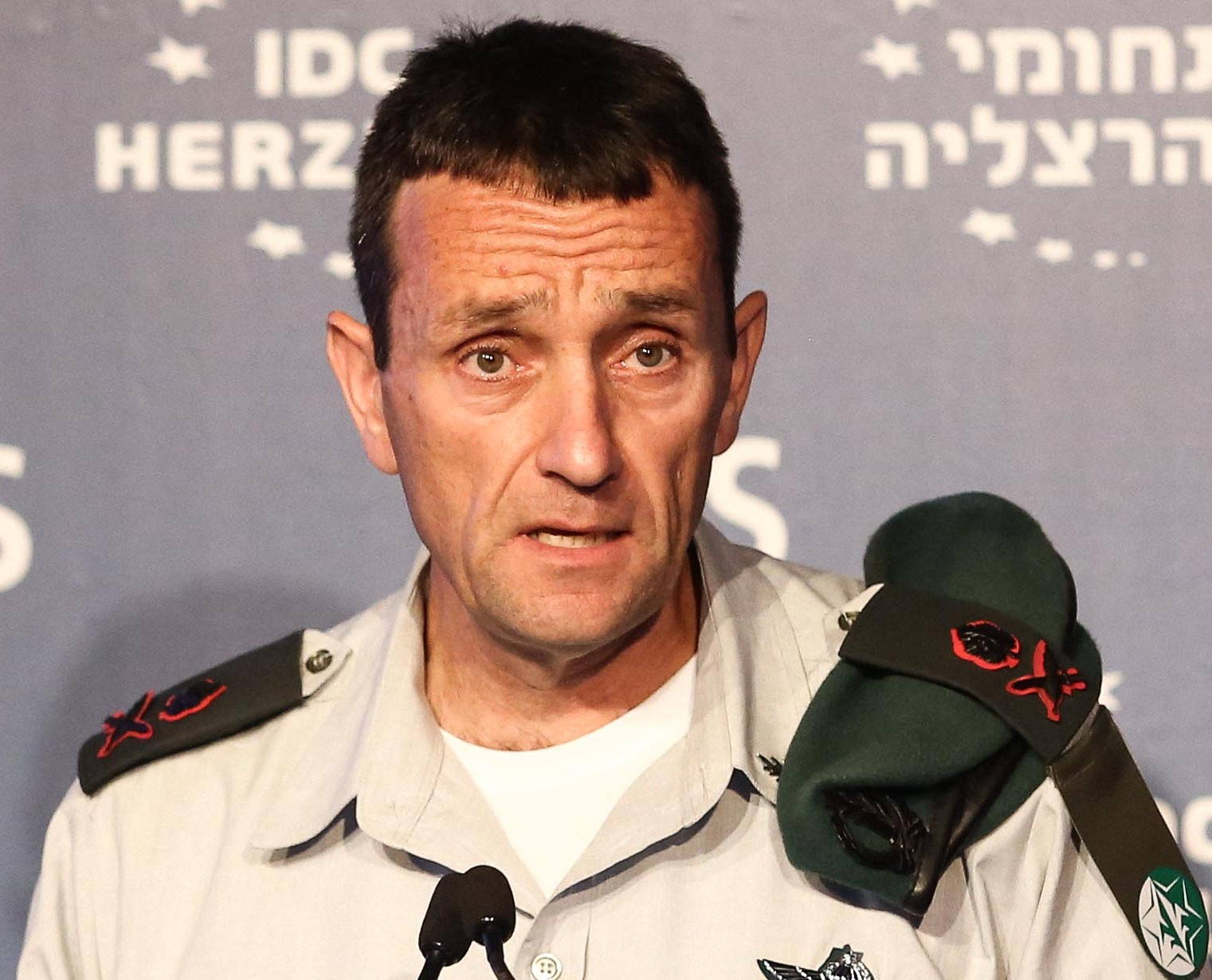
Herzl HaLevi

Armata de sud a Israelului (în ebraică פיקוד דרום, transliterat: Pikud Darom, adesea abreviată la Padam (פד"מ)) , este o armată regională a Forțelor de apărare israeliene (IDF). Acesta este responsabilă pentru regiunea Negev, și portul Eilat, în prezent condusă de generalul Herzl HaLevi.

## Comandanți
| Nume              | Perioadă                    | Foto | Note                                                                                                |
| ----------------- | --------------------------- | ---- | --------------------------------------------------------------------------------------------------- |
| Yigal Allon       | 1948–1949                   |      | |
| Yitzhak Rabin     | 1949                        |      | |
| Moshe Dayan       | Oct. 1949 – Oct. 1951       |      | |
| Moshe Tzadok      | Oct. 1951 – Ian. 1954       |      | |
| Ya'akov Peri      | 1954                        |      | |
| Zvi Gilat         | 1955                        |      | |
| Meir Amit         | Noi. 1955 – Aug. 1956       |      | |
| Asaf Simhoni      | Aug.–Noi. 1956              |      | Comandant activ în Operațiunea Kadesh                                                               |
| Haim Laskov       | Noi. 1956 – Ian. 1958       |      | |
| Chaim Herzog      | Ian.– Iul. 1958             |      | |
| Avraham Yoffe     | Iul. 1958 – Mai 1962        |      | |
| Zvi Zamir         | Mai 1962 – Dec. 1965        |      | |
| Yeshayahu Gavish  | Dec. 1965 – Dec. 1969       |      | |
| Ariel Sharon      | Dec. 1969 – Iul. 1973       |      | |
| Shmuel Gonen      | Iul.–Noi. 1973              |      | |
| Haim Bar-Lev      | Oct. 1973                   |      | Ca fost șef de stat major al IDF, în timpul Războiului de Iom Kipur a acceptat funcția de comandant |
| Israel Tal        | Noi. 1973 – Ian. 1973       |      | |
| Avraham Adan      | Ian.–Iul. 1974              |      | |
| Yekutiel Adam     | Iulie 1974 – Martie 1976    |      | |
| Herzl Shafir      | Martie 1976 – Febr. 1978    |      | |
| Dan Shomron       | Febr. 1978 – Ian. 1982      |      | |
| Haim Erez         | Ian. 1982 – Oct. 1983       |      | |
| Moshe Bar-Kokhva  | Oct. 1983 – Feb. 1986       |      | |
| Uri Sagi          | Febr.–Aug. 1986             |      | |
| Yitzhak Mordechai | Aug. 1986 – 1989            |      | |
| Matan Vilna'i     | 1989 – Noi. 1994            |      | |
| Shaul Mofaz       | Noi. 1994 – 1996            |      | |
| Shlomo Yanai      | 1996 – Sept. 1997           |      | |
| Yom-Tov Samia     | Sept. 1997 – 2000           |      | |
| Doron Almog       | 2000 – Iulie 2003           |      | |
| Dan Harel         | Iulie 2003 – Oct. 2005      |      | |
| Yoav Galant       | Oct. 2005 – Oct. 2010       |      | |
| Tal Russo         | Oct. 2010 – Aprilie 2013    |      | |
| Sami Turgeman     | Aprilie 2013 – Oct. 2015    |      | |
| Eyal Zamir        | 14 Oct. 2015 – 6 iunie 2018 |      | |
| Herzl HaLevi      | 6 iunie 2018 –              |      | |

## Vezi și
- Armata Israeliană
- Comandamentul de Centru al Israelului
- Comandamentul de Nord al Israelului